# Basketball-Club Johanneum Hamburg
Il Basketball-Club Johanneum Hamburg, conosciuti anche come Amburgo Tigers, è una società cestistica avente sede ad Amburgo, in Germania. Fondata nel 1952, gioca nel campionato tedesco.
Disputa le partite interne nella Sporthalle Hamburg, che ha una capacità di 4.200 spettatori.